# Compagnie du chemin de fer du bas-Congo au Katanga
La Compagnie du chemin de fer du bas-Congo au Katanga (in italiano: Società ferroviaria del Basso Congo nel Katanga) in sigla BCK fu una società belga fondata nel 1906 per realizzare una rete ferroviaria in Congo.
Nel 1961 diventa una società congolese e viene rilevata dalla Società ferroviaria di Kinshasa Lubumbashi-Dilolo (KDL) nel 1970.